# Hsu Ju-Ya
Hsu Ju-Ya es una deportista taiwanesa que compitió en taekwondo.
Ganó dos medallas de bronce en el Campeonato Mundial de Taekwondo, en los años 1989 y 1993, y una medalla de plata en el Campeonato Asiático de Taekwondo de 1994.

## Palmarés internacional
| Representando a China Taipéi |                             |                   |           |
| Campeonato Mundial           |                             |                   |           |
| Año                          | Lugar                       | Medalla           | Categoría |
| 1989                         | Seúl (Corea del Sur)        | Medalla de bronce | –70 kg    |
| 1993                         | Nueva York (Estados Unidos) | Medalla de bronce | –70 kg    |
| Campeonato Asiático          |                             |                   |           |
| Año                          | Lugar                       | Medalla           | Categoría |
| 1994                         | Manila (Filipinas)          | Medalla de plata  | –70 kg    |